# ロクンバの聖域
ロクンバの聖域（ロクンバの聖域）はペルーのタクナ県、ホルヘ・バサドレ郡にある教会である。
タクナから北西に93km、車で片道1時間ほどのところに位置しており、ロクンバ渓谷の中にある。
ロクンバという名前は昔住んでいた聖人の名から付けられた。
教会には多くの信者と観光客が訪れる。教会は信者の寄付により建築された。
内部には丸天井の身廊があり、十字架にかけられた銀で象られたキリスト像が飾られている。
祭が1776年から毎年9月14日に行われている。